# Бородай Олег Миколайович
Олег Миколайович Бородай (нар. 23 травня 1971, Миргород, Полтавська область) — український поет, прозаїк, музикант-бард, військовослужбовець Національної гвардії України, автор двох книг поезії і однієї книги прози, лауреат літературної премії, член НСПУ.

## Життєпис
Народився у сім'ї вчителів. Навчався в Комишнянській середній школі, яку закінчив із золотою медаллю. Потім навчався на фізико-математичному факультеті Полтавського педагогічного інституту. Строкову службу ніс у Львові.
Працював учителем у Харківському вищому професійному училищі №6 і НВК 112. Потім був підприємцем.
У 2015 добровільно пішов до військкомату. Служить мінометником бригади «Спартан» військової частини 3017 Національної гвардії України.
У вересні 2024 прийнятий до Національної спілки письменників України.
Має сина.

## Творчість
Вірші та бардівські пісні почав писати на війні. Учасник багатьох заходів, концертів та фестивалів.
Автор збірок віршів «Відлуння окопів», «Релаксація душі» та прозової книжки «Вогневий вал».

## Відзнаки
Лауреат літературно-мистецької премії імені Василя Симоненка у номінації «Література» (2022).